# Leon Boyd
Leon Boyd (Vancouver, 30 augustus 1983) is een Nederlands-Canadese honkballer. Hij nam eenmaal deel aan de Olympische Spelen, maar won bij die gelegenheid geen medaille. Tijdens de Wereldkampioenschappen in 2011 won hij met het Nederlands Honkbalteam de gouden medaille.

## Profiel en opleiding
Boyd is een rechtshandige werper en kwam eerst uit voor het Belgische Hoboken Pioneers en 1 jaar later kwam hij uit voor de Nederlandse hoofdklassevereniging DOOR Neptunus in 2007 en 2008 onder nummer 44. Boyd werd geboren in Canada uit een Canadese vader, Sean Boyd, die in de jaren zeventig in Nederland hoofdklasse ijshockey speelde en daar Boyds Nederlandse moeder ontmoette met wie hij later terugkeerde naar Canada. Boyd groeide op in White Rock in British Columbia. Omdat Boyd sinds 2005 een dubbel paspoort bezit kon hij uitkomen in de Nederlandse hoofdklasse en het Nederlands honkbalteam. Boyd volgde zijn middelbare school in Canada op de Earl Marriott Secondary School waarna hij in Canada en de VS ging studeren en honkballen bij de teams van respectievelijk de Treasure Valley Community College in Ontario, het Seminole State College in Oklahoma en de Armstrong Atlantic State University in Savannah.

## Nederland
Nadat hij zijn studies had afgerond met een Bachelor in Science wilde hij in Nederland gaan spelen. Hij vond hier echter geen clubs die belangstelling voor hem hadden zodat hij in 2006 uiteindelijk uitkwam in de Belgische hoofdklassecompetitie voor de Hoboken Pioneers waarmee hij de tweede plaats in de landskampioenschappen behaalde. In dat jaar werd hij wel opgenomen in het Nederlands honkbalteam waarmee hij de Intercontinental Cup speelde. In 2007 maakte hij zijn debuut in Nederland bij DOOR Neptunus. In dat jaar kwam hij ook weer uit voor het Nederlands team in het World Port Tournament waar hij uitgeroepen werd tot beste werper van het toernooi. In 2007 nam hij met het Nederlands team deel aan de Europese Kampioenschappen waar goud behaald werd en daarmee plaatsing voor de Olympische Spelen van 2008 in Peking werd behaald. In 2011 won hij met het team de wereldtitel en werd benoemd tot ridder in de orde van Oranje Nassau. In maart 2014 nam hij afscheid van het Nederlands team en beëindigde tevens zijn topsportloopbaan.

## Amerika en terugkeer naar Nederland en Canada
In 2009 werd hij naar aanleiding van zijn goede optreden als werper voor het Nederlands team tijdens de World Baseball Classic uitgenodigd voor een trainingsstage bij de Toronto Blue Jays waarbij hij nadien een contract tekende. In 2009 kwam hij voor de Blue Jays organisatie uit bij de Double A dochterclub die in de Minor League uitkomt, de New Hampshire Fisher Cats in Manchester. Hij speelde bij de Fisher Cats hoofdzakelijk als closing pitcher. In 2010 werd hij door de organisatie ontslagen en hij kwam in de seizoenen 2010 tot en met 2012 weer voor Neptunus uit. In 2013 speelde hij voor de Hoofddorp Pioniers. Dit was zijn laatste seizoen op het hoogste niveau. In 2014 keerde hij terug naar Canada waar hij nog uitkomt voor de Burami Bulldogs die uitkomen op het hoogste amateurniveau in dat land.

## Personalia
Boyd is sinds 8 maart 2008 getrouwd met de Canadese softballer Jeana Short. Zijn vader is de voormalig Canadese ijshockeyer en hoogleraar biologie Sean Boyd. Zijn grootvader aan moederskant is de voormalig voorzitter van Feyenoord, Leo van Zandvliet, zoon van Leen van Zandvliet die ook voorzitter was en tevens de architect van het stadion De Kuip wat hij gebaseerd had op het ontwerp van het honkbalstadion van de Boston Red Sox.
Sharnol Adriana · 
David Bergman · 
Leon Boyd · 
Yurendell de Caster · 
Rob Cordemans · 
Dave Draijer · 
Michael Duursma · 
Bryan Engelhardt · 
Percy Isenia · 
Sidney de Jong · 
Michiel van Kampen · 
Eugene Kingsale · 
Dirk van 't Klooster · 
Roel Koolen · 
Raily Legito · 
Diego Markwell · 
Shairon Martis · 
Martijn Meeuwis · 
Danny Rombley · 
Jeroen Sluijter · 
Tjerk Smeets · 
Alexander Smit · 
Juan Carlos Sulbaran · 
Pim Walsma